# The Distance (canción de Mariah Carey)
«The Distance» es una canción grabada por la cantante estadounidense Mariah Carey con la colaboración de Ty Dolla Sign. Fue lanzado como el segundo sencillo promocional de su decimoquinto álbum de estudio de Carey, Caution, el 18 de octubre de 2018. 
Fue escrita por Carey, Sonny Moore, Peder Losnegård, Jason Boyd, Tyrone William Griffin Jr; y producida por Carey, Skrillex, Lido y Poo Bear.

## Antecedentes y desarrollo
Carey empezó a grabar su decimoquinto álbum de estudio a finales de 2017. Luego, en 2018, durante su residencia en Las Vegas, "The Butterfly Returns", Carey anunció que tenía establecido terminar las grabaciones en agosto de ese año. Al mes siguiente se lanza el primer sencillo promocional "GTFO" , y en octubre de ese año se lanza el primer sencillo principal, "With You".

## Producción y estreno
"The Distance" fue producido por Carey, Skrillex, Lido y Poo Bear. Epic Records lanzó la canción como el segundo sencillo promocional de Caution el 18 de octubre de 2018. La producción fue confirmada a través de un video publicado el 26 de octubre de 2018 por Carey en su canal de YouTube que muestra el detrás de escenas de la producción de la canción.
Luego del estreno de "With You", Carey embarcó en una gira asiática recorriendo Japón, Taiwán, Singapur, entre otros países, terminando la gira en noviembre de 2018, aproximadamente algunos días antes del lanzamiento de  Caution, su decimoquinto álbum de estudio.

## Video lyric
Para "The Distance" no hubo un video musical, en cambio un video lyric fue lanzado el mismo día del lanzamiento del álbum, el 16 de noviembre de 2018.

## Presentaciones en vivo
La primera presentación de la canción fue en el show de Tokio, Japón, el 31 de octubre de 2018 durante el transcurso de su gira asiática. Luego interpretó la canción en las últimas 3 fechas de dicha gira a inicios de noviembre. 
Luego, Carey interpretó la canción con Ty Dolla Sign en el programa The Tonight Show with Jimmy Fallon el 16 de noviembre de 2018 (mismo día en que se lanzó el álbum). Posteriormente fue añadido al repertorio de su tour europeo navideño "All I Want for Christmas Is You: A Night of Joy and Festivity" en diciembre de 2018.
"The Distance" fue el único track de Caution que no se incluyó dentro del repertorio del tour con el nombre que lleva la producción del mismo, Caution World Tour.

## Listas
| Lista (2018)                                      | Máxima posición |
| ------------------------------------------------- | --------------- |
| Estados Unidos (Billboard R&B Digital Song Sales) | 13              |

- Datos: Q66686153